# Sejaenra I
Sejaenra fue un faraón de la dinastía XIII de Egipto, que gobernó c. 1582-1580 a. C.
Su nombre de trono, Sejaenra, posiblemente estaba inscrito en el Canon Real de Turín, en el registro VII, 20, pero el fragmento de papiro donde figuraba con la duración de su reinado está muy deteriorado. Está precedido por un gobernante de nombre parcialmente legible en...ra (registro VII, 19) y le sucede Mer...ra (registro VII, 21). 
Este soberano reinó solamente en una pequeña parte de Egipto, siendo contemporáneo de los gobernantes de las dinastías XIV, XV y XVI. Los últimos mandatarios de la dinastía XIII sólo gobernaron en las regiones próximas a Tebas, en el Alto Egipto. 
En esta época los reyes denominados comúnmente hicsos, pertenecientes a la dinastía XV, habían conquistado Menfis y dominaban el Bajo Egipto, haciendo tributarios a los habitantes de casi todo Egipto. 
Ryholt opina que Sejaenra es el primer mandatario de la dinastía XIV.

## Testimonios de su época
Se ha encontrado su nombre inscrito en:
- Un fragmento procedente del templo funerario de Mentuhotep II en Deir el-Bahari

## Titulatura
| Titulatura | Jeroglífico | Transliteración (transcripción) - traducción - (referencias) |

| N5 | S29 | N28 · Z1 | D36 | Y1 · N35 |

| N5 | S29 | N28 · Z1 | D36 | Y1 · N35 |

| N5 | S29 | N28 · Z1 | D36 | Y1 · N35 |

| N5 | S29 | N28 · Z1 | D36 | Y1 · N35 |

| N5 | S29 | N28 · Z1 | D36 | Y1 · N35 |

| N5 | S29 | N28 · Z1 | D36 | Y1 · N35 |

| N5 | S29 | N28 · Z1 | D36 | Y1 · N35 |

| N5 | S29 | N28 · Z1 | D36 | Y1 · N35 |

| N5 | S29 | N28 · Z1 | D36 | Y1 · N35 |

| N5 | S29 | N28 · Z1 | D36 | Y1 · N35 |

| N5 | S29 | N28 · Z1 | D36 | Y1 · N35 |

| N5 | S29 | N28 · Z1 | D36 | Y1 · N35 |

| N5 | S29 | N28 · Z1 | D36 | Y1 · N35 |

| N5 | S29 | N28 · Z1 | D36 | Y1 · N35 |

| N5 | S29 | N28 · Z1 | D36 | Y1 · N35 |

| N5 | S29 | N28 · Z1 | D36 | Y1 · N35 |

| HASH | HASH | Y1 | \| \| | G7 |
|      |      |    |       |    |

|  |

| HASH | HASH | Y1 | \| \| | G7 |
|      |      |    |       |    |

|  |

| HASH | HASH | Y1 | \| \| | G7 |
|      |      |    |       |    |

|  |

| HASH | HASH | Y1 | \| \| | G7 |
|      |      |    |       |    |

|  |

| HASH | HASH | Y1 | \| \| | G7 |
|      |      |    |       |    |

|  |

| HASH | HASH | Y1 | \| \| | G7 |
|      |      |    |       |    |

|  |

| HASH | HASH | Y1 | \| \| | G7 |
|      |      |    |       |    |

|  |

| HASH | HASH | Y1 | \| \| | G7 |
|      |      |    |       |    |

|  |

| HASH | HASH | Y1 | \| \| | G7 |
|      |      |    |       |    |

|  |

| HASH | HASH | Y1 | \| \| | G7 |
|      |      |    |       |    |

|  |

| HASH | HASH | Y1 | \| \| | G7 |
|      |      |    |       |    |

|  |

| HASH | HASH | Y1 | \| \| | G7 |
|      |      |    |       |    |

|  |

| HASH | HASH | Y1 | \| \| | G7 |
|      |      |    |       |    |

|  |

| HASH | HASH | Y1 | \| \| | G7 |
|      |      |    |       |    |

|  |

| HASH | HASH | Y1 | \| \| | G7 |
|      |      |    |       |    |

|  |

| HASH | HASH | Y1 | \| \| | G7 |
|      |      |    |       |    |

|  |